# Geijaurilobblet
Geijaurilobblet är en sjö i Arvidsjaurs kommun i Lappland och ingår i Skellefteälvens huvudavrinningsområde.